# Route 27 (Alberta)
La Route 27 est une route de 151 kilomètres (94 mi) située dans le centre de l'Alberta. Elle relie la route 22 à Sundre jusqu'à la route 9 et à la route 56 près de Morrin. Sur son trajet, elle passe par Olds et Three Hills.

## Intersections majeures
| Municipalité rurale / spécialisée             | Ville                  | km                                                 | Destinations                                | Notes                                    |
| --------------------------------------------- | ---------------------- | -------------------------------------------------- | ------------------------------------------- | ---------------------------------------- |
| Comté de Mountain View                        | Sundre                 | 0,00                                               | AB-584 ouest – Bearberry                    | L'AB-27 ouest devient l'AB-587 ouest     |
| Comté de Mountain View                        | Sundre                 | 0,00                                               | AB-22 nord – Caroline, Rocky Mountain House | Terminus ouest du multiplex avec l'AB-22 |
| Comté de Mountain View                        | Sundre                 | 2,00                                               | Traverse la rivière Red Deer                | Traverse la rivière Red Deer             |
| Comté de Mountain View                        | Sundre                 | 2,30                                               | AB-760 sud – Bergen                         | Terminus nord de l'AB-760                |
| Comté de Mountain View                        | Westward Ho            | 10,70                                              | Traverse la Petite Rivière Red Deer         | Traverse la Petite Rivière Red Deer      |
| Comté de Mountain View                        |                        | 12,40                                              | AB-22 sud – Cochrane                        | Terminus est du multiplex avec l'AB-22   |
| Comté de Mountain View                        | 23,20                  | AB-766                                             |                                             |                                          |
| Comté de Mountain View                        | Olds                   | 39,50                                              | AB-2A (46 Avenue) – Bowden, Didsbury        |                                          |
| Comté de Mountain View                        | Olds                   | 44,40                                              | AB-2 – Edmonton, Red Deer, Calgary          | Sortie 340 de l'AB-2                     |
| Comté de Mountain View                        |                        | 59,40                                              | AB-791                                      |                                          |
| Comté de Kneehill                             | Torrington             | 74,00                                              | AB-805 – Wimborne, Linden                   |                                          |
| Comté de Kneehill                             |                        | 98,40                                              | AB-21 nord – Trochu, Bashaw, Camrose        | Terminus ouest du multiplex avec l'AB-21 |
| Comté de Kneehill                             | Three Hills            | 108,10                                             | AB-583 (2nd Street N)                       |                                          |
| Comté de Kneehill                             |                        | 114,50                                             | AB-582 ouest – Didsbury                     | Terminus est de l'AB-582                 |
| Comté de Kneehill                             | AB-21 sud – Strathmore | 114,50                                             | Terminus est du multiplex avec l'AB-21      |                                          |
| Comté de Kneehill                             | 125,90                 | AB-836 – Carbon                                    |                                             |                                          |
| Comté de Kneehill                             | 132,40                 | AB-837 sud – Traversier Bleriot                    | Terminus nord de l'AB-837                   |                                          |
| Limite Comté de Kneehill–Comté de Starland    |                        | 138,40                                             | Traverse la rivière Red Deer                | Traverse la rivière Red Deer             |
| Comté de Starland                             |                        | 143,20                                             | AB-839 nord – Rumsey                        | Terminus sud de l'AB-839                 |
| Comté de Starland                             | 151,40                 | AB-9 est – Hanna                                   | L'AB-27 est devient l'AB-9 est              |                                          |
| Comté de Starland                             | 151,40                 | AB-9 ouest / AB-56 – Stettler, Drumheller, Calgary |                                             |                                          |
| - Terminus de multiplex - Transition de route |                        |                                                    |                                             |                                          |